# Great Falls (Montana)
Great Falls je město v USA, v centrální Montaně. Leží v nadmořské výšce 1015 m n. m. Protéká jím řeka Missouri, která pod městem vytváří stejnojmenné vodopády. Je sídlem okresu Cascade County a žije zde 58 505 obyvatel (2010).
Ve městě sídlí University of Great Falls, na západním okraji města se nachází mezinárodní letiště Great Falls International Airport.